# Epilobium tetragonum subsp. tournefortii
Epilobium tetragonum subsp. tournefortii é uma subespécie de planta com flor pertencente à família Onagraceae. 
A autoridade científica da subespécie é (Michalet) Rouy & E.G.Camus, tendo sido publicada em Fl. France 7: 181 (1901).
O seu nome comum é erva-bonita.

## Portugal
Trata-se de uma subespécie presente no território português, nomeadamente em Portugal Continental.
Em termos de naturalidade é nativa da região atrás indicada.

## Protecção
Não se encontra protegida por legislação portuguesa ou da Comunidade Europeia.